# 진주 우곡정
진주 우곡정(晉州 隅谷亭)은 대한민국 경상남도 진주시 사봉면 사곡리에 있는, 고려말 대사헌을 지냈던 우곡 정온이 태조 2년(1393)에 지은 정자이다.
1983년 7월 20일 경상남도의 문화재자료 제65호 우곡정으로 지정되었다가, 2018년 12월 20일 현재의 명칭으로 변경되었다.

## 개요
우곡정은 고려말 대사헌을 지냈던 우곡 정온이 조선 태조의 역성혁명에 반대하여 고향으로 돌아와 조용히 지내고자 태조 2년(1393)에 지은 정자이다. 그 뒤 헌종 15년(1849)에 고쳐 짓고, 1976에 다시 수리하여 오늘에 이르고 있다.
정온은 두 임금을 섬길 수 없다는 불사이군(不事二君)의 충절을 지켜 은둔생활을 하였다. 태조가 사위인 이제를 보내 모셔가려고 하자 차마 왕의 명을 거역할 수 없어, 겉보기에는 멀쩡해도 앞을 보지 못하는 장님이라는 핑계를 대고 사양하였다. 이에 사실을 확인하고자 솔잎으로 눈을 찌르니 눈동자는 움직이지 않고 선혈만 낭자하였다고 전한다.
건물은 앞면 3칸·옆면 2칸 규모로, 지붕은 옆면에서 볼 때 여덟 팔(八)자 모양인 팔작지붕이다.
대문 밖 앞뜰에는 낚시하던 연못을 예전의 모습대로 보존하고 있다.

## 참고 문헌
- 진주 우곡정 - 국가유산청 국가유산포털